# Radikal 6
Das Radikal 6 mit der Bedeutung „Haken“ ist eines von sechs traditionellen Radikalen der chinesischen Schrift, die aus nur einem einzigen Strich bestehen.
Mit 5 Zeichenverbindungen in Mathews’ Chinese-English Dictionary kommt es nur sehr selten vor. Auch im Kangxi-Wörterbuch sind es nur 19 Schriftzeichen, die unter diesem Radikal zu finden sind.
Ursprünglich benutzten die Chinesen Holzpinsel mit Spitzen aus Fasern. Damit konnten sie nur eckige Zeichen schreiben. Durch den Pinsel mit der Haarspitze änderten die Schriftzeichen ihr Erscheinungsbild. Dieser senkrechte Strich wurde nun weicher und nahm die falsche Bedeutung „Haken“ an. 

## Schriftzeichenverbindungen, die vom Radikal 6 regiert werden
| Striche | Zeichen |
| ------- | ------- |
| +0      | 亅      |
| +01     | 了      |
| +02     | 亇      |
| +03     | 予      |
| +05     | 争      |
| +06     | 亊      |
| +07     | 事      |

 Im Unicodeblock Kangxi-Radikale ist das Radikal 6 unter der Codepointnummer 12.037 (U+2F05) codiert.